# 2010年冬季奥林匹克运动会速度滑冰比赛
2010年冬季奧林匹克運動會的速度滑冰比賽由2月13日至27日在里士满奥林匹克椭圆速滑馆舉行，共會頒發12枚金牌。

## 参赛资格
- 共有180名运动员参加比赛，正常情况下男子100人，女子80人，但若是某一性别的参赛运动员未能达到相应数字，则剩余名额将分配给另一性别。同一奥委会最多只能有10男10女参赛。
- 参赛名额通过奥运预选赛决定，所有参赛运动员成绩都必须达到参赛标准。
- 东道主加拿大在所有项目中都自动获得1个名额。

## 各國獎牌榜
*   主办国家/地区（加拿大）
| 排名                      | 国家 / 地区               | 金牌 | 銀牌 | 銅牌 | 总计 |
| ------------------------- | ------------------------- | ---- | ---- | ---- | ---- |
| 1                         | 韩国（KOR）               | 3    | 2    | 0    | 5    |
| 2                         | 荷兰（NED）               | 3    | 1    | 3    | 7    |
| 3                         | 加拿大（CAN）*            | 2    | 1    | 2    | 5    |
| 4                         | 捷克（CZE）               | 2    | 0    | 1    | 3    |
| 5                         | 德国（GER）               | 1    | 3    | 0    | 4    |
| 6                         | 美国（USA）               | 1    | 2    | 1    | 4    |
| 7                         | 日本（JPN）               | 0    | 2    | 1    | 3    |
| 8                         | 俄罗斯（RUS）             | 0    | 1    | 1    | 2    |
| 9                         | 中国（CHN）               | 0    | 0    | 1    | 1    |
| 9                         | 挪威（NOR）               | 0    | 0    | 1    | 1    |
| 9                         | 波兰（POL）               | 0    | 0    | 1    | 1    |
| 总计（共11个国家 / 地区） | 总计（共11个国家 / 地区） | 12   | 12   | 12   | 36   |

## 各項成績

### 男子
| 項目               | 金牌                                                          | 金牌              | 银牌                                                       | 银牌     | 铜牌                                                      | 铜牌             |
| 500米（詳細）      | 牟太钒 · 韩国（KOR）                                          | 69.82             | 長島圭一郎 · 日本（JPN）                                   | 69.98    | 加藤條治 · 日本（JPN）                                    | 70.01            |
| 1000米（詳細）     | 沙尼·戴维斯 · 美国（USA）                                     | 1:08.94           | 牟太钒 · 韩国（KOR）                                       | 1:09.12  | 查德·赫德里克 · 美国（USA）                               | 1:09.32          |
| 1500米（詳細）     | 马克·特伊特尔特 · 荷兰（NED）                                 | 1:45.57           | 沙尼·戴维斯 · 美国（USA）                                  | 1:46.10  | 霍瓦尔·伯科 · 挪威（NOR）                                 | 1:46.13          |
| 5000米（詳細）     | 斯文·克雷默 · 荷兰（NED）                                     | 6:14.60 奧運紀錄  | 李承勳 · 韩国（KOR）                                       | 6:16.95  | 伊万·斯科布列夫 · 俄罗斯（RUS）                           | 6:18.05          |
| 10000米（詳細）    | 李承勳 · 韩国（KOR）                                          | 12:58.55 奧運紀錄 | 伊万·斯科布列夫 · 俄罗斯（RUS）                            | 13:02.07 | 鲍勃·德容 · 荷兰（NED）                                   | 13:06.73         |
| 团体追逐赛（詳細） | 加拿大（CAN） · 马蒂厄·吉鲁 · 卢卡斯·马科夫斯基 · 丹尼·莫里森 | 3:41.37           | 美国（USA） · Brian Hansen · 查德·赫德里克 · Jonathan Kuck | 3:41.58  | 荷兰（NED） · 扬·布洛克黑森 · 斯文·克雷默 · Simon Kuipers | 3:39.95 奧運紀錄 |

### 女子
| 項目               | 金牌 | 金牌    | 银牌                                         | 银牌    | 铜牌                                                                                 | 铜牌    |
| 500米（詳細）      | 李相花 · 韩国（KOR） | 76.09   | 燕妮·沃尔夫 · 德国（GER）                    | 76.14   | 王北星 · 中国（CHN）                                                                 | 76.63   |
| 1000米（詳細）     | 克里斯蒂娜·内斯比特 · 加拿大（CAN）                                                                                             | 1:16.56 | Annette Gerritsen · 荷兰（NED）              | 1:16.58 | 劳琳·范里森 · 荷兰（NED）                                                            | 1:16.72 |
| 1500米（詳細）     | 伊伦·伍斯特 · 荷兰（NED） | 1:56.89 | 克里斯蒂娜·格罗韦斯 · 加拿大（CAN）          | 1:57.14 | 马丁娜·萨布利科娃 · 捷克（CZE）                                                      | 1:57.96 |
| 3000米（詳細）     | 马丁娜·萨布利科娃 · 捷克（CZE）                                                                                                 | 4.02.53 | 施特凡妮·贝克特 · 德国（GER）                | 4:04.62 | 克里斯蒂娜·格罗韦斯 · 加拿大（CAN）                                                  | 4:04.84 |
| 5000米（詳細）     | 马丁娜·萨布利科娃 · 捷克（CZE）                                                                                                 | 6:50.92 | 施特凡妮·贝克特 · 德国（GER）                | 6:51.39 | 克拉拉·休斯 · 加拿大（CAN）                                                          | 6:55.73 |
| 团体追逐赛（詳細） | 德国（GER） · 丹妮拉·安许茨-汤姆斯 · 施特凡妮·贝克特 · 卡特琳·马特舍罗特 · (Skated in earlier rounds: · 安妮·弗里辛格-波斯特马) | 3:02.82 | 日本（JPN） · 穗積雅子 · 小平奈緒 · 田畑真纪 | 3:02.84 | 波兰（POL） · 卡塔日娜·巴赫莱达-楚鲁希 · 卡塔日娜·沃伊尼亚克 · 路易莎·兹沃特科夫斯卡 | 3:03.73 |

## 外部連結
- 本屆奧運速度滑冰比賽時間表（页面存档备份，存于）
- 国际滑冰联合会官方网站（英文）（页面存档备份，存于）
- 2010年冬季奥林匹克运动会官方网站（英文）（页面存档备份，存于）
- 国际奥委会官方网站